# Günter Clauser

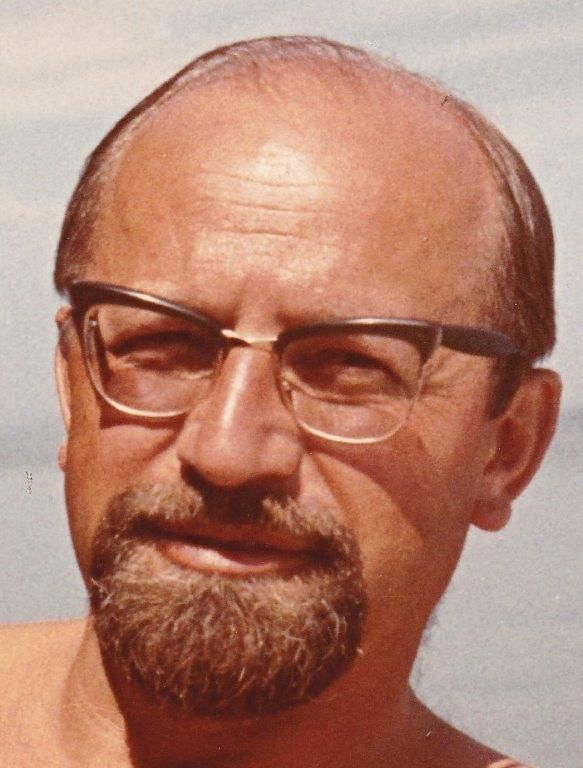
Günter Clauser im Jahr 1967

Günter Friedrich Wilhelm Clauser (* 4. Januar 1923 in Dittwar; † 12. Juli 1982 in Freiburg im Breisgau) war ein deutscher Mediziner, Psychoanalytiker und Sachbuchautor in den Bereichen Innere Medizin, Psychologie und Pädagogik.

## Leben
Günter Clauser war der älteste Sohn von Paula Clauser geborene Eckert (Hausfrau) und Josef Clauser (Hauptschullehrer). Seine beiden jüngeren Brüder waren der Gymnasiallehrer Ewald Clauser und der Realschullehrer Hans Clauser. Günter Clauser besuchte die Grundschule in Mörsch und das Gymnasium in Karlsruhe. Nach dem Kriegsabitur meldete er sich als Siebzehnjähriger freiwillig zum Kriegsdienst. 1942 wurde er in Russland schwer verwundet, wobei er sein linkes Knie verlor.
Von 1943 bis 1950 studierte Clauser Medizin und Psychologie in Heidelberg, Innsbruck und Freiburg im Breisgau. 1950 wurde er in Freiburg promoviert mit der Arbeit Hypnotische and pharmakologische Experimente zum Problem des Zeiterlebens beim Menschen unter besonderer Berücksichtigung des sogenannten unbewussten Zeitsinnes, die er 1954 in erweiterter Form unter dem Titel Die Kopfuhr veröffentlichte.
1949 heirateten Günter Clauser und Ursula Früh (1925–2020). Sie hatten zwei Söhne, den späteren Diplomingenieur Thomas Clauser(1951–1982) und den späteren Geophysiker Christoph Clauser. (* 1954)
1952 arbeitete Günter Clauser als wissenschaftlicher Assistent bei Ludwig Heilmeyer an der internistischen Abteilung am Universitätsklinikum Freiburg und war auch bei der Bearbeitung des von diesem 1955 herausgegebenen Lehrbuch der Inneren Medizin beteiligt. 1957 wurde er mit der Arbeit Erscheinungsbild und Entwicklung der Adipositas während Wachstum und Altern habilitiert und erhielt die Venia legendi für Innere Medizin. 1958 erlangte er den Facharzttitel für Innere Krankheiten. 1957 begründete Günter Clauser mit Unterstützung Ludwig Heilmeyers die psychosomatische Abteilung des Universitätsklinikums Freiburg in Umkirch – die erste ihrer Art in Deutschland –, die er bis 1961 leitete. Seit 1962 arbeitete er als frei praktizierender Psychoanalytiker und Autor von Fachbüchern.

## Veröffentlichungen (Auswahl)
- Die Kopfuhr. Ferdinand Enke, Stuttgart 1954.
- Vegetative Störungen und klinische Psychotherapie. In: Ludwig Heilmeyer (Hrsg.): Lehrbuch der Inneren Medizin. Springer-Verlag, Berlin/Göttingen/Heidelberg 1955; 2. Auflage ebenda 1961, S. 1218–1297.
- Lehrbuch der biographischen Anamnese. Georg Thieme, Stuttgart 1963.
- Georg Groddeck: Psychoanalytische Schriften zur Psychosomatik. Ausgewählt und herausgegeben von Günter Clauser. Limes, Wiesbaden 1966.
- Die moderne Elternschule. Herder, Freiburg im Breisgau 1969.
- Die vorgeburtliche Entstehung der Sprache als anthropologisches Problem. Ferdinand Enke, Stuttgart 1971.
- Psychotherapie-Fibel. Georg Thieme, Stuttgart 1972.